# Gremory
Secondo la demonologia Gremory è una creatura sovrannaturale che può assumere nomi differenti, a causa di millenni di mutazioni linguistiche (ad esempio, Gamory o Gomory).
Le sue origini si fanno risalire all'antica religione sumerica o babilonese, ma se ne trovano tracce anche in altre religioni del mondo antico, quali quella ebraica, persiana, greca o egizia.
Secondo la tradizione occulta ella sarebbe un potente duca infernale a comando di ventisei legioni demoniache, capace di manifestarsi sotto le seducenti sembianze di una donna fascinosa, una beduina che attraversa il deserto in compagnia del suo fido cammello.
Tutti gli uomini che lei desidera cadono ai suoi piedi, inibiti dalla sua bellezza e da capacità ipnotiche irresistibili. Salvo poi spesso pagare lo scotto della propria leggerezza con la morte.

## Nella cultura di massa
Nel manga e anime High School DxD, Gremory è il cognome di una delle famiglie più potenti dell'Inferno. La protagonista femminile, Rias Gremory è un membro della famiglia Gremory nonché la fidanzata del protagonista Issei Hyodo.